# Protoschwenckia mandoni
Protoschwenckia  es un género monotípico de subarbusto perteneciente a la subfamilia Schwenckioideae, incluida en la familia de las solanáceas (Solanaceae). Su única especie: Protoschwenckia mandoni, es nativa de Brasil y Bolivia.

## Descripción
Son pequeños arbustos, que alcanzan un tamaño de 0.4 a 0.8 m de altura, raramente llega a 1,0 m de altura,  las ramas son abundantes. La hojas son ovaladas, alargadas y acuminadas, cordadas en la base. La hoja tiene una longitud de 0,95 a 3 cm y una anchura de 0,3 a 1,6 cm. Los pecíolos tienen una longitud que van en su mayoría de 5 a 8 mm, los valores extremos llegan a 2 a 13 mm. La inflorescencia se produce en forma de corimbo, los tallos de las inflorescencias tienen una longitud de 2,5 a 4,5 mm. Las flores son pentámeras y de simetría radial. 

## Taxonomía
Protoschwenckia mandoni fue descrita por Hans Solereder y publicado en Berichte der Deutschen Botanischen Gesellschaft 1898: 244, en el año 1898.
Sinonimia
- Schwenkiopsis herzogii Dammer[2]